# ماونت اولیو، شهرستان کانوی، آرکانزاس
ماونت اولیو (به انگلیسی: Mount Olive) یک منطقهٔ مسکونی در ایالات متحده آمریکا است که در شهرستان کانوی، آرکانزاس واقع شده‌است. ماونت اولیو ۱۱۷٫۰۴ متر بالاتر از سطح دریا واقع شده‌است.